# Megalopalpus regina
Megalopalpus regina är en fjärilsart som beskrevs av Druce. Megalopalpus regina ingår i släktet Megalopalpus och familjen juvelvingar. Inga underarter finns listade i Catalogue of Life.